# Al-Madżarr al-Kabir
Al-Madżarr al-Kabir (arab. المجر الكبير, Al-Majarr al-Kabīr, al Mejar al Kabir) – miasto w południowo-wschodnim Iraku, w muhafazie Majsan.